# 中丸 (ふじみ野市)
中丸（なかまる）は、埼玉県ふじみ野市の町名。現行行政地名は中丸一丁目および二丁目。郵便番号は356-0016。

## 地理
ふじみ野市の北東部、新河岸川沿いの低地に位置する。東武東上線上福岡駅から東に1.5キロほどで、おもに住宅地として利用されている。1980年当時は畑地もかなり存在していた。

## 歴史

### 沿革
- 1973年（昭和48年）2月7日 - 土地改良事業により[5]、大字福岡、大字中福岡の各一部から中丸一丁目および二丁目が成立[4]。町名は大字の中福岡と小字の丸橋から1字ずつ取って付けられた合成地名に由来する[5]。
- 2005年（平成17年）10月1日　- 入間郡大井町と合併してふじみ野市になり、ふじみ野市の町丁となる。

## 世帯数と人口
2017年（平成29年）10月1日現在の世帯数と人口は以下の通りである。
| 丁目       | 世帯数  | 人口  |
| ---------- | ------- | ----- |
| 中丸一丁目 | 122世帯 | 348人 |
| 中丸二丁目 | 80世帯  | 206人 |
| 計         | 202世帯 | 554人 |

## 小・中学校の学区
市立小・中学校に通う場合、学区は以下の通りとなる。
| 丁目       | 番地 | 小学校                 | 中学校                   |
| ---------- | ---- | ---------------------- | ------------------------ |
| 中丸一丁目 | 全域 | ふじみ野市立福岡小学校 | ふじみ野市立花の木中学校 |
| 中丸二丁目 | 全域 | ふじみ野市立福岡小学校 | ふじみ野市立花の木中学校 |